# جیسون جونز (بازیکن فوتبال)
جیسون جونز (انگلیسی: Jason Jones؛ زادهٔ ۱۰ مهٔ ۱۹۷۹) بازیکن فوتبال اهل بریتانیا است.
از باشگاه‌هایی که در آن بازی کرده‌است می‌توان به باشگاه فوتبال سوانزی سیتی و باشگاه فوتبال لیورپول اشاره کرد.
وی همچنین در تیم ملی فوتبال زیر ۲۱ سال ولز بازی کرده‌است.